# Lambert & Söhne

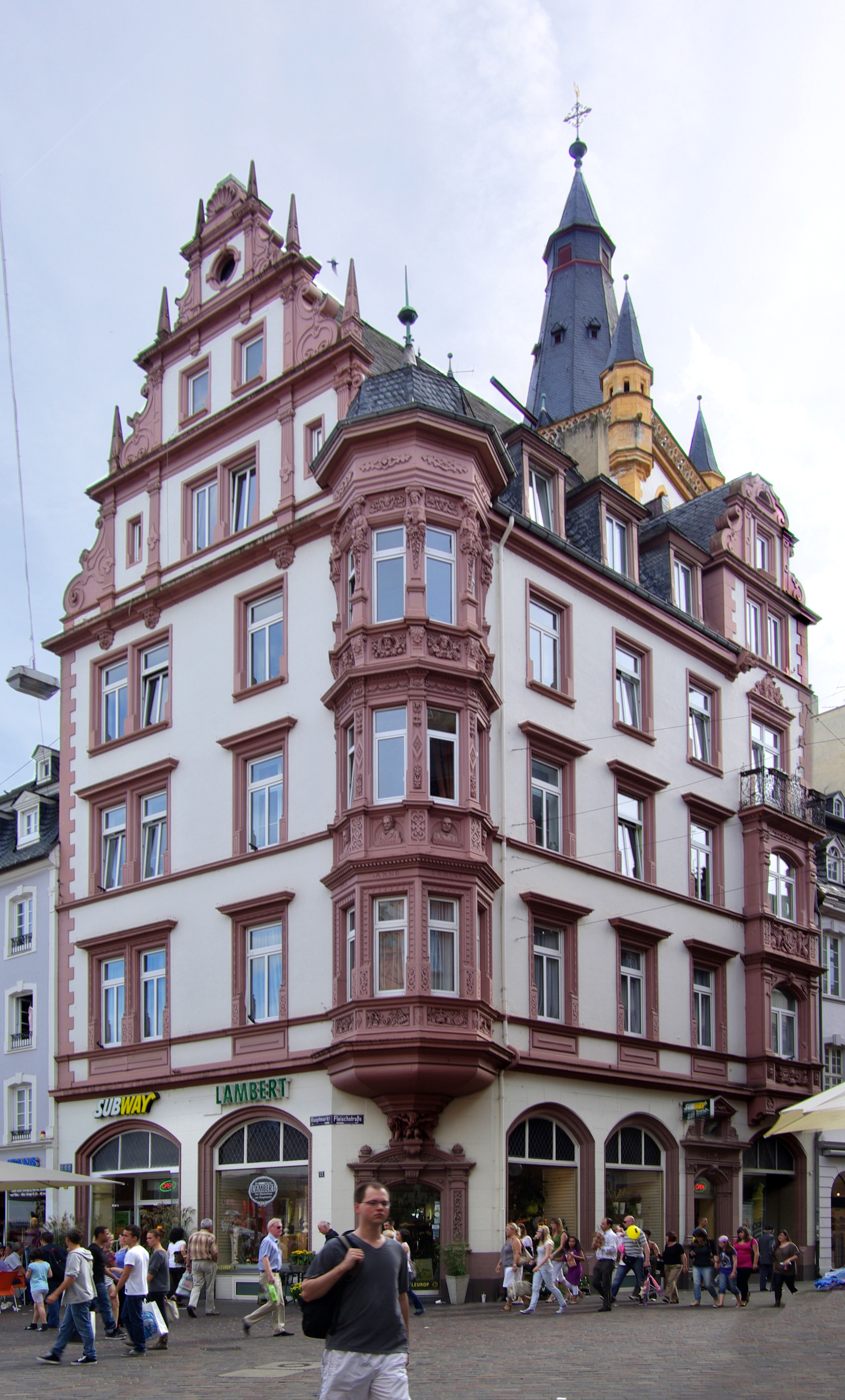
Am Hauptmarkt 13 (Trier)

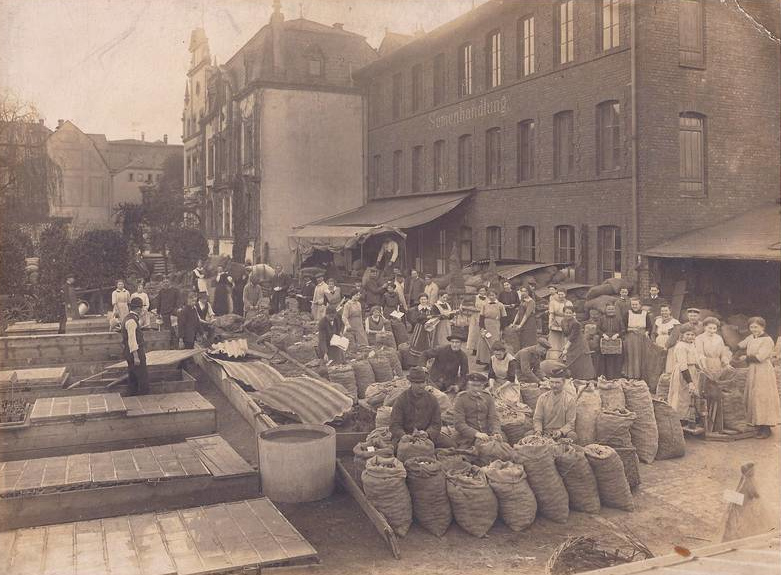
Am Zuckerberg (ca. 1915)

Das Gartenzentrum Lambert & Söhne KG ist eines der ältesten Unternehmen in der Region Trier in Rheinland-Pfalz.
Die Gründung geht zurück auf das Jahr 1830. Die Kunst- und Handelsgärtnerei erhielt auf der Weltausstellung Brüssel 1910 den Grand Prix. 1960 eröffnete das Unternehmen in Trier-Nord das erste Gartenzentrum in Rheinland-Pfalz.
Die heutigen Geschäftsfelder sind Gärtnerei, Floristik und Zoo.

## Geschichte
Das Unternehmen wurde 1830 als Gemüse- und Blumengärtnerei von Nikolaus Lambert, Sohn von Johann Lambert, gegründet. Nikolaus’ Sohn Peter Lambert wurde ein bekannter Rosenzüchter.
Im Jahr 1885 wurde ein Versandkatalog herausgegeben; so konnte der Bedarf an Sämereien und Geräten auf dem Postweg bezogen werden.
1897 erhielt das Unternehmen eine Urkunde über die Ernennung zum Hoflieferanten des Herzogs Alfred von Sachsen-Coburg und Gotha sowie des Herzogs von Edinburgh.
Der Hauptsitz des Unternehmens befand sich in der Zuckerbergstraße und in der damaligen Marienstraße (heutige Salvianstraße) in Trier.
Später wurden das Gebäude Am Hauptmarkt 13 und große Flächen an der nahe gelegenen Mosel zur Anzucht und zum Verkauf der Baumschulpflanzen erworben.
Peter Lambert und die Firma J. Lambert & Söhne erhielten auf der Weltausstellung Brüssel 1910 den Grand Prix.
Am 15. August 1910 bestand die Handelsgärtnerei J. Lambert & Söhne seit 25 Jahren. 1885 bestand das Personal aus sieben bis acht Angestellten, 1910 waren es zwischen 75 und 85. 1885 wurden 5.000 Preisverzeichnisse versandt, im Jahre 1910 waren es 45.000.
Zahlreiche Preisverzeichnisse von Lambert & Söhne sind im Internet Archive gespeichert.
1920 lautete der Eintrag im Adressbuch der Stadt Trier: J. Lambert & Söhne. Hoflieferanten. Blumenbinderei, Samenhandlung, Großgärtnereien. Zuckerbergstraße und Marienstraße 12. Ladengeschäft, Blumenbinderei und Samenhandlung: Hauptmarkt 13. Eigentümer: Nikolaus und Heinrich Lambert.
1953 wurde der Betrieb in die Franz-Georg-Straße in Trier-Nord verlagert und 1960 das erste Gartenzentrum in Rheinland-Pfalz eröffnet.
2009 wurde das Gartenzentrum Lambert & Söhne als Premium-Gärtnerei mit fünf Sternen ausgezeichnet vom Zentralverband Gartenbau mit Unterstützung des Verbandes der Landwirtschaftskammern.